# Liste der Einträge im National Register of Historic Places im Pemiscot County

Lage des Pemiscot County in Missouri

Die Liste der Einträge im National Register of Historic Places im Pemiscot County in Missouri führt die Bauwerke und historischen Stätten im Pemiscot County auf, die in das National Register of Historic Places aufgenommen wurden.
| [ 3 ] | Name                                        | Bild                            | Eintragsdatum        | Lage                                           | Ort            | Beschreibung |
| ----- | ------------------------------------------- | ------------------------------- | -------------------- | ---------------------------------------------- | -------------- | ------------ |
| 1     | Campbell Archeological Site                 | Campbell Archeological Site     | 1974 ID-Nr. 74001086 | Adresse nicht veröffentlicht                   | Cooter         |              |
| 2     | Caruthersville Water Tower                  | Caruthersville Water Tower      | 1982 ID-Nr. 82003156 | West 3rd Street 36° 11′ 40″ N, 89° 39′ 30″ W   | Caruthersville |              |
| 3     | Delmo Community Center                      |                                 | 2009 ID-Nr. 08001323 | 1 Delmo Street 36° 11′ 31,9″ N, 89° 46′ 4,5″ W | Homestown      |              |
| 4     | Delta Center Mound                          |                                 | 1974 ID-Nr. 74001087 | Adresse nicht veröffentlicht                   | Portageville   |              |
| 5     | Denton Mound and Village Archeological Site |                                 | 1969 ID-Nr. 69000120 | Adresse nicht veröffentlicht                   | Denton         |              |
| 6     | Murphy Mound Archeological Site             | Murphy Mound Archeological Site | 1969 ID-Nr. 69000119 | Adresse nicht veröffentlicht                   | Caruthersville |              |
| 7     | J. M. Wallace Archeological Site            |                                 | 1970 ID-Nr. 70000343 | Adresse nicht veröffentlicht                   | Wardell        |              |